# 潘基夫卡 (斯瓦托韋區)
49°26′42″N 38°47′39″E / 49.44500°N 38.79417°E
潘基夫卡（烏克蘭語：Паньківка）是位於烏克蘭東部的村莊，由盧甘斯克州斯瓦托韋區的比洛庫拉基內市鎮負責管轄。該村始建於1709年，面積22.3平方公里，海拔高度74米，2001年人口599，人口密度每平方公里26.9人。